# Agnès Olive
Agnès Olive, née à Marseille le 26 septembre 1966, est une écrivain, romancière française.

## Biographie
Après des études de droit à Aix-en-Provence, elle devient Maître de conférences en Droit pénal Sciences criminelles et part en premier poste à l'île de La Réunion. Elle publie alors de nombreux recueils de poésie et de photographie en France et à la Réunion.
En 1998 elle crée une maison d'édition (Du Point de Vue) à La Réunion et publie la traduction en créole du Petit Prince de Saint-Exupéry.
En 2002, elle décide d'arrêter le Droit et démissionne de l'Éducation nationale pour se consacrer uniquement à l'écriture. Elle rentre alors à Marseille et crée une nouvelle maison d'édition (LaBelleBleue). Elle publie de nombreux ouvrages dont elle est aussi l'auteure : de la poésie, de la photographie, des essais et des entretiens (Les Conversations au Soleil).
En 2010, elle publie son premier roman chez Stock, La Mort naturelle, puis 3 romans chez Bookstory : Les enfants s'amusent bien, Jim et La petite punk.
En 2014, elle publie son cinquième roman Pour l'Amour Du Ciel  aux éditions MeM et sa série marseillaise "Le journal de Monalisa". 
En 2015, elle fonde à Marseille le premier webmédia 100% écolo : Marseille Vert ! 

## Œuvres
- De l'île à l'autre, Grand Océan,1996
- Îles racines, Les Adex, 2000
- Communions, Les Adex, 2001
- Léo et Léa, Nouvelle Pléiade, 2002
- Marseille, ville, Labellebleue, 2005
- Rimbaud, heureux comme avec une femme, Labellebleue, 2005
- L'Artiste au nez rouge, Labellebleue, 2005
- La Marche des vivants, Labellebleue, 2006
- La Mort naturelle (roman), Stock, 2010
- Les enfants s'amusent bien (roman), Bookstory, 2012
- Jim (roman), Bookstory, 2012
- La petite punk (roman), Bookstory, 2013
- Pour l'Amour Du Ciel (roman), MeM, 2014
- Le journal de Monalisa (série), 2015